# Râul Bâuca
Râul Bâuca este un afluent al râului Neagra Șarului. 